# Pont Napoléon (Corneville-sur-Risle)
Pour les articles homonymes, voir Pont Napoléon.
Le pont Napoléon est un pont destiné au franchissement du canal des moulins, dans le département de l'Eure en Normandie.

## Localisation
Le pont sur la Risle est situé sur la commune de Corneville-sur-Risle, lieu-dit la Fosse.

## Histoire
Le pont est construit au XIXe siècle. Une souscription est lancée en 1857 pour édifier le pont permettant de relier une île autrement que par un simple gué ; la construction est terminée en 1867.
Le pont est baptisé en l'honneur de Napoléon III.
L'édifice, restauré en 1998 et en 2004, fait l'objet d'une inscription au titre des monuments historiques depuis le 31 octobre 2007.

## Caractéristiques
Le pont est composé de deux arches.